# Magnus
Magnus er et drengenavn, der stammer fra latin, hvor det som adjektiv betyder "stor" eller "den store". Navnet har specielt været udbredt i Skandinavien i en afledning af Karl den Store, hvis navn på latin er Carolus Magnus. Det har i en periode været mindre brugt i Danmark, men har i de senere år fået en opblomstring. I 2019 hedder 16.400 danskere Magnus ifølge Danmarks Statistik.

## Kendte personer med navnet

### Kongelige
- Magnus den Gode (1024 – 1047), norsk og dansk konge. Søn af Olav den Hellige.
- Magnus Haraldsson (1048 – 1069), konge af Norge. Søn af Harald Hårderåde.
- Magnus Barfod (1073 – 1103), konge af Norge. Søn af Olav Kyrre.
- Magnus den Stærke (1106 – 1134]), dansk kronprins og konge af Götaland. Søn af kong Niels. Stod bag mordet på Knud Lavard.
- Magnus den Blinde (ca. 1115 – 1139), konge af Norge. Søn af Sigurd Jorsalfar.
- Magnus Henriksson (? – 1161) var konge af Sverige i knap et år. Søn af Henrik Skadelår.
- Magnus Erlingsson (1156 – 1184), konge af Norge. Søn af Erling Skakke.
- Magnus Lagabøter (1238 – 1280), konge af Norge. Søn af Håkon 4. Håkonsson.
- Magnus Ladelås (ca. 1240 – 1290), konge af Sverige. Søn af Birger Jarl.
- Magnus Eriksson Smek (1316 – 1374), konge af Sverige, Norge og Skånelandene. Søn af Hertug Erik Magnusson.
- Magnus af Øsel (1540 – 1583), konge af Livland. Søn af Christian 3.
- Haakon Magnus (1973), Norges kronprins. Søn af Harald 5. af Norge.
- Sverre Magnus (2005), norsk prins. Søn af kronprins Haakon Magnus.

### Andre kendte
- Sankt Magnus (ca. 1075-1115), jarl.
- Magnus Heinason (1548 – 1589), færøsk søhelt.
- Magnus Stenbock (1665 – 1717), svensk feltmarskal.
- Magnus Karnov (1882 – 1962), dansk jurist.
- Hans Magnus Enzensberger (1929), tysk forfatter.
- Magnus Wislander (1964), svensk håndboldspiller.
- Magnus Heunicke (1975), dansk folketingspolitiker.
- Magnus Millang (1981), dansk komiker.
- Magnus Carlsen (1990), norsk skakspiller.
- Magnus Landin Jacobsen (1995), dansk håndboldspiller.

## Navnet anvendt i fiktion
- Magnus og Myggen er fællestitlen på flere computerspil.
- Magnus Tagmus var en figur i en af DR's første tv-julekalendere.